# Ministerium für Wohnungsbau und Stadtentwicklung der Vereinigten Staaten
Das Ministerium für Wohnungsbau und Stadtentwicklung der Vereinigten Staaten (englisch United States Department of Housing and Urban Development – HUD) ist ein Ministerium der amerikanischen Bundesregierung. Es wurde gegründet, um staatliche Initiativen zum Wohnungsbau und zur städtebaulichen Entwicklung zu entwerfen und auszuführen. Das Ministerium hat seinen städtebaulichen Aspekt in der Vergangenheit stark reduziert und konzentriert sich nun hauptsächlich auf den Wohnungsbau.
Das Ministerium entstand am 9. September 1965, als der damalige Präsident der Vereinigten Staaten Lyndon B. Johnson den Housing und Urban Development Act unterzeichnete. Das Ministerium nahm am 13. Januar 1966 infolge einer Studie zur Rolle des Bundes in städtischer Problemlösung die Arbeit auf.
Minister des HUD (United States Secretary of Housing and Urban Development) ist seit Anfang Februar 2025 Scott Turner.

## Aufgaben
Das Ministerium erfüllt aktuell die folgenden Aufgaben:
- Regulierung der staatlichen Hypothekenbanken Fannie Mae oder Freddie Mac
- Unterstützung des Hausbaus für Geringverdiener durch die Federal Housing Administration
- Darlehen zur Errichtung von Gesundheitseinrichtungen
- Office of Public and Indian Housing: ermöglicht finanzielle Unterstützung zur Miete für Geringverdiener
- Office of Fair Housing and Equal Opportunity: überwacht die Diskriminierungsverbote im Wohnungsbau und Mietwesen
- Community Development Block Grants: finanzielle Unterstützung für städtische Entwicklung
- Affordable Housing Block Grants: finanzielle Unterstützung für den städtischen Wohnungsbau
- Ginnie Mae: Kreditinstitut zur Finanzierung des Hausbaus oder Hauskaufs für Geringverdiener
- Kontrollen zur Verhinderung von Bleivergiftungen

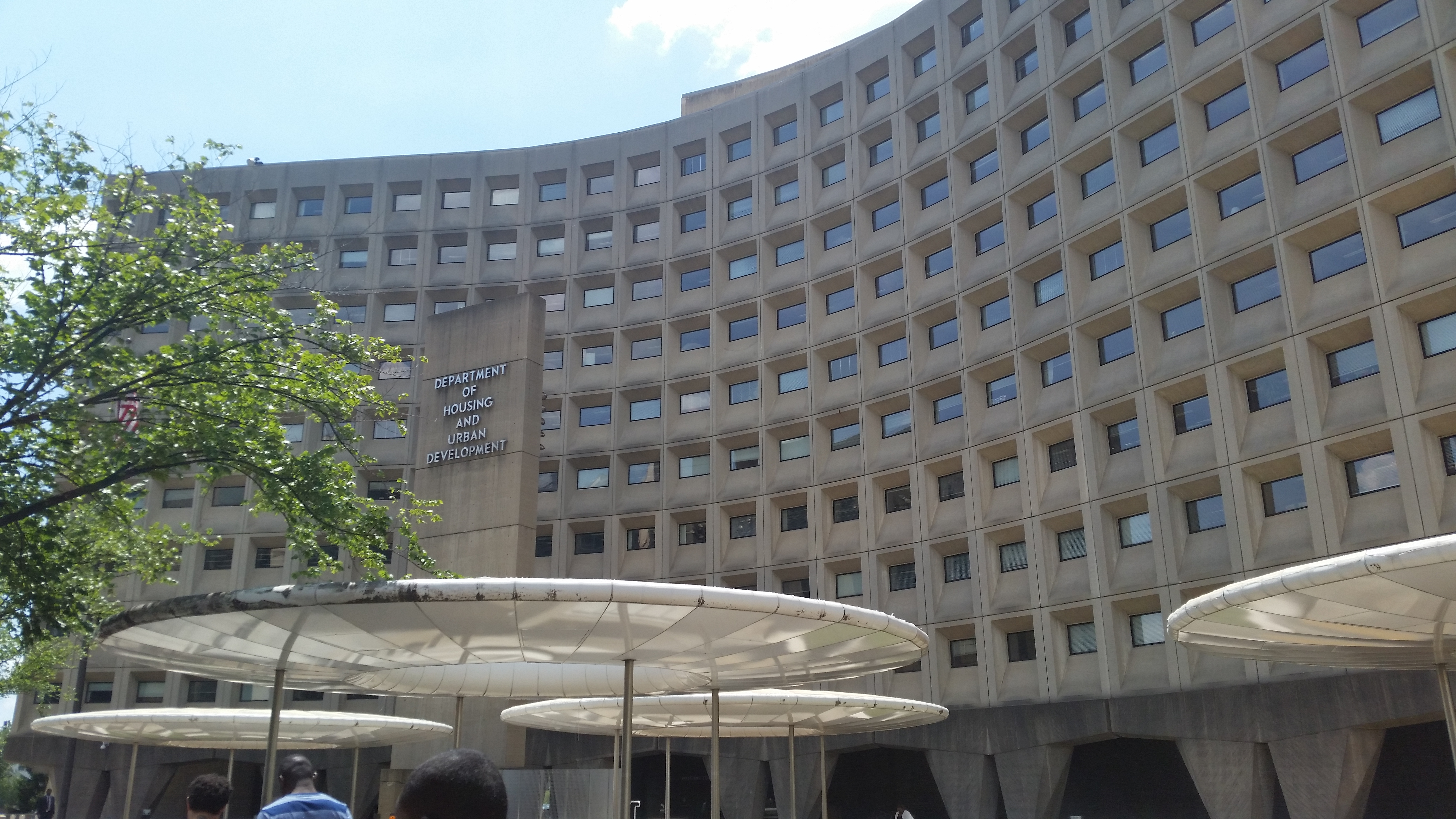
Robert C. Weaver Federal Building, Hauptsitz des Ministeriums

## Liste der Minister
| Nr. | Foto | Name                       | Amtszeit                               | im Kabinett von Präsident  |
| --- | ---- | -------------------------- | -------------------------------------- | -------------------------- |
| 1   |      | Robert Clifton Weaver      | 18. Januar 1966 bis 18. Dezember 1968  | Lyndon B. Johnson          |
| 2   |      | Robert Coldwell Wood       | 7. Januar 1969 bis 20. Januar 1969     | Lyndon B. Johnson          |
| 3   |      | George Wilcken Romney      | 22. Januar 1969 bis 20. Januar 1973    | Richard Nixon              |
| 4   |      | James Thomas Lynn          | 2. Februar 1973 bis 5. Februar 1975    | Richard Nixon, Gerald Ford |
| 5   |      | Carla Anderson Hills       | 10. März 1975 bis 20. Januar 1977      | Gerald Ford                |
| 6   |      | Patricia Roberts Harris    | 23. Januar 1977 bis 10. September 1979 | Jimmy Carter               |
| 7   |      | Maurice Edwin Landrieu     | 24. September 1979 bis 20. Januar 1981 | Jimmy Carter               |
| 8   |      | Samuel Riley Pierce        | 23. Januar 1981 bis 20. Januar 1989    | Ronald Reagan              |
| 9   |      | Jack French Kemp           | 13. Februar 1989 bis 19. Januar 1993   | George Bush                |
| 10  |      | Henry Gabriel Cisneros     | 22. Januar 1993 bis 19. Januar 1997    | Bill Clinton               |
| 11  |      | Andrew Mark Cuomo          | 29. Januar 1997 bis 20. Januar 2001    | Bill Clinton               |
| 12  |      | Melquíades Rafael Martinez | 24. Januar 2001 bis 12. Dezember 2003  | George W. Bush             |
| 13  |      | Alphonso Roy Jackson       | 31. März 2004 bis 18. April 2008       | George W. Bush             |
| 14  |      | Steven C. Preston          | 4. Juni 2008 bis 20. Januar 2009       | George W. Bush             |
| 15  |      | Shaun Donovan              | 26. Januar 2009 bis 28. Juli 2014      | Barack Obama               |
| 16  |      | Julián Castro              | 28. Juli 2014 bis 20. Januar 2017      | Barack Obama               |
| 17  |      | Benjamin Solomon Carson    | 2. März 2017 bis 20. Januar 2021       | Donald Trump               |
| 18  |      | Marcia Fudge               | 10. März 2021 bis 22. März 2024        | Joe Biden                  |
| 19  |      | Scott Turner               | seit dem 5. Februar 2025               | Donald Trump               |